# Jacob Hendrik Hoeufft
Jacob Hendrik Hoeufft (Dordrecht, 29 juli 1756 – Breda, 14 februari 1843) was een Nederlands dichter van Latijnse verzen. Hij stichtte met zijn nalatenschap het Certamen poeticum Hoeufftianum, een Latijnse poëzieprijs die van 1844 tot 1978 uitgereikt werd door de Koninklijke Nederlandse Akademie van Wetenschappen.

## Leven
Jacob Hendrik werd geboren in de adellijke familie Hoeufft met een militaire achtergrond in de Noordelijke Nederlanden. Zijn vader Jacob, die in 1793 overleed, was een admiraal en zijn oom Samuel was gouverneur van Breda. Jacob Hendrik Hoeufft ging rechten studeren en behaalde zijn diploma in utroque jure (in beide rechten, d.w.z. het kerkelijk en wereldlijk recht) met een Latijnse thesis De imperio eminente. Hij werkte eerst als advocaat in Den Haag van 1777 tot 1780 en keerde daarna terug naar Dordrecht, waar hij deel van het stadsbestuur werd. In 1793 verhuisde hij een laatste keer, naar Breda, waar hij zich hoofdzakelijk toelegde op de studie van de Griekse en Latijnse letteren en op het schrijven van Latijnse literatuur.
Hoeufft was al op jonge leeftijd in Dordrecht begonnen met Latijn en Oudgrieks te leren, en deze studies zette hij voort tijdens zijn hoger onderwijs in Breda en Den Haag. Naast zijn Latijnse verzen en zijn studies over de Griekse taal schreef hij Nederlandse literaire teksten, zowel in proza als in poëzie. Zo publiceerde hij in 1816 een Nederlandse vertaling van de gezangen van de Griekse dichter Anacreon, in een imitatie van de Ionische dimeter a minore, een Oudgriekse versmaat. Hij werd vooral gewaardeerd voor zijn activiteiten als dichter en classicus, en werd bijgevolg toegelaten tot de Koninklijke Nederlandse Akademie van Wetenschappen. Bovendien werd hij opgenomen in de Orde van de Nederlandse Leeuw.
Met Hoeuffts nalatenschap werd het Certamen poeticum Hoeufftianum georganiseerd, een Latijnse poëzieprijs. De hoofdprijs, een gouden medaille van 250 gram, werd van 1844 tot 1978 elk jaar in Amsterdam uitgereikt door een speciale commissie, geselecteerd door de Koninklijke Nederlandse Akademie van Wetenschappen. Het winnende gedicht werd ook op kosten van de Akademie uitgegeven. Als de commissie ook andere inzendingen waardig (magnae laudis) vond en de auteur zijn toestemming gaf, werden ook deze op kosten van de Akademie gepubliceerd.

## Werken
- Hoeufft, J. H., & Burman, Fr. (1778). Carmina juvenilia. Ludguni Batavorum: C. Hoogeveen.[1]
- Hoeufft, J. H. (1783). Jacobi Henrici Hoeufft Pericula poetica. "Munus amicis".
- Hoeufft, J. H. (1795). Anacreonti quae tribuuntur carminum paraphrasis elegiaca. Dordraci: P. van Braam.
- Hoeufft, J. H. (1805). Jacobi Henrici Hoeufft ICTI Carmina. Bredae: G. van Bergen.[2]
- Hoeufft, J. H. (1812). Taalkundige aanmerkingen op eenige Oud-Friesche Spreekwoorden, door Mr. Jacob Henrik Hoeufft. Breda: W. Van Bergen.[3]
- Hoeufft, J. H. (1816). Anakreon's gezangen: in Nederlandsche vers-maat overgebragt. Breda: W. van Bergen.[4]
- Hoeufft, J. H. (1819). Parnasus Latino-Belgicus: sive plerique e poëtis Belgii Latinis epigrammate atque adnotatione illustrati. Amstelaedami & Bredae: P. den Hengst & filium et G. van Bergen et socium.[5]
- Hoeufft, J. H. (1836). Proeve van Bredaasch taal-eigen. Breda: F.P. Sterk.[6]

- Biografisch Portaal: 09600324
- Digitale Bibliotheek voor de Nederlandse Letteren: hoeu001
- Gemeinsame Normdatei: 11752607X
- International Standard Name Identifier: 0000 0000 1337 7158
- Library of Congress Control Number: no2014109799
- Nederlandse Thesaurus van Auteursnamen: 273413317
- Parlement.com: vg09llv2dsx8
- Système universitaire de documentation: 181520931
- Virtual International Authority File: 15548571
- WorldCat: E39PBJqbt4HCvXhvPKXFGxTJXd